# یحیی و گلابتون
یحیی و گلابتون یک مجموعه تلویزیونی در ژانر اجتماعی-خانوادگی محصول سال ۱۳۷۵ به کارگردانی اصغر آبگون  می‌باشد که از شبکه دو پخش شد.

## بازیگران
- ژاله صامتی
- حسین پناهی
- اشکان آبگون
- اکبر میرزیی
- ام‌البنین تمجیدی
- جمشید اسماعیل‌خانی
- جهانگیر فروهر
- ذبیح ذبیحی
- رزا آرایش
- علی اکبر غفاری
- علی جاویدفر
- فرحناز منافی ظاهر
- کیوان مقدم
- مجید ستاری
- کیوان ذوالفقاری
- ملیحه نیکجومند
- نصرت دستمردی
- ویدا جعفرزادگان